# نقود الدولار الأمريكي المعدنية
سُكت عملات الدولار الأمريكي- إلى جانب عملات القارة السابقة- لأول مرة عام 1792. وتنتج عملات جديدة سنويًا، وهي تُشكل جانبًا هامًا من نظام العملة الأمريكي. توجد عملات متداولة من فئات 1 سنت (أي 1 سنت أو 0,01 دولار أمريكي)، 5 سنتات، 10 سنتات، 25 سنتًا، 50سنتًا، و100 دولار أمريكي. كما تُسك سبائك، بما في ذلك الذهب، الفضة والبلاتين، وعملات تذكارية. جميع هذه العملات تُنتجها دار سك العملة الأمريكية. ثم تُباع هذه العملات إلى بنوك الاحتياطي الفيدرالية التي بدورها تطرح العملات للتداول وتسحبها حسب طلب الاقتصاد الأمريكي.

## العملة الحالية
تعمل أربع دور سك عملات حاليًا في الولايات المتحدة، وتنتج مليارات العملات المعدنية كل عام. دار السك الرئيسية هي دار سك العملة في فيلادلفيا، تنتج العملات المتداولة، مجموعات السك والعملات التذكارية. تنتج دار سك العملة في دنفر العملات المتداولة، مجموعات السك والعملات التذكارية. تنتج دار سك العملة في سان فرانسيسكو العملات العادية والفضية، وقد أنتجت العملات المتداولة حتى 1970.  تنتج دار سك العملة في ويست بوينت عملات السبائك (بما في ذلك العملات التجريبية). تنتج فيلادلفيا ودنفر القوالب المستخدمة في جميع دور السك. تُصنع مجموعات العملات التجريبية ودار السك كل عام وتحتوي على أمثلة لجميع العملات المتداولة في العام.
يُمكن التعرف بسهولة على دار سك العملة المنتجة لكل عملة، حيث تحمل معظم العملات علامة دار السك. يمكن العثور على الحرف المميز لدار السك على الجانب الأمامي لمعظم العملات، غالبًا يوضع بالقرب من السنة. تصدر دار سك العملة في فيلادلفيا العملات غير المميزة. من بين العملات المميزة، تحمل عملات فيلادلفيا الحرف P. تحمل عملات دنفر الحرف D، تحمل عملات سان فرانسيسكو الحرف S، وتحمل عملات ويست بوينت الحرف W. نادرًا ما يُعثر على عملات S وW في التداول العام، على الرغم من أن عملات S التي تحمل تواريخ قبل منتصف السبعينيات متداولة. استُخدمت علامات السك CC وO وC وD على العملات الذهبية والفضية لفترات مختلفة من منتصف القرن 19 حتى أوائل القرن 20 بواسطة دور سك مؤقتة في كارسون سيتي بولاية نيفادا؛ نيو أورلينز بولاية لويزيانا؛ شارلوت بولاية نورث كارولينا؛ ودالونيجا بولاية جورجيا. معظم هذه العملات التي لا تزال موجودة موجودة الآن في أيدي هواة الجمع والمتاحف.

### العملات المعدنية المتداولة
| القيمة                                                                                           | الصورة                                               | الصورة                                         | المواصفات              | المواصفات             | المواصفات                                                | المواصفات                                                                                    | الوصف       | الوصف                   | الوصف                                            | سنة الإصدار                            | الاستخدام | الاسم الشائع                     |
| القيمة                                                                                           | الجانب الأمامي                                       | الجانب الخلفي                                  | القطر                  | السُمك                 | الكتلة                                                   | التركيب                                                                                      | الحافة      | الوجه الأمامي           | الوجه الخلفي                                     | سنة الإصدار                            | الاستخدام | الاسم الشائع                     |
| ------------------------------------------------------------------------------------------------ | ---------------------------------------------------- | ---------------------------------------------- | ---------------------- | --------------------- | -------------------------------------------------------- | -------------------------------------------------------------------------------------------- | ----------- | ----------------------- | ------------------------------------------------ | -------------------------------------- | --------- | -------------------------------- |
| 1 ¢                                                                                              |                                                      |                                                | 19.05 مـم (0.750 بوصة) | 1.52 مـم (0.060 بوصة) | 1909–1942 3.11 غ (48.0 gr)                               | نحاس 95% tin/زنك 5%                                                                          | ناعمة       | أبراهام لينكون          | قمح                                              | 1909–1958                              | واسعة2    | سنت القمح، بنس القمح، ويتي       |
| 1 ¢                                                                                              | 1943: ؟                                              | steel/زنك1                                     | 19.05 مـم (0.750 بوصة) | 1.52 مـم (0.060 بوصة) | نادرة2                                                   |                                                                                              | ناعمة       | أبراهام لينكون          | قمح                                              | 1909–1958                              |           | سنت القمح، بنس القمح، ويتي       |
| 1 ¢                                                                                              | 1944–1946: ؟                                         | تركيب من النحاس الأصفر المستعاد1               | 19.05 مـم (0.750 بوصة) | 1.52 مـم (0.060 بوصة) | واسعة2                                                   |                                                                                              | ناعمة       | أبراهام لينكون          | قمح                                              | 1909–1958                              |           | سنت القمح، بنس القمح، ويتي       |
| 1 ¢                                                                                              | 1947–1982 3.11 غ (48.0 gr)                           | نحاس 95% tin/زنك 5%                            | 19.05 مـم (0.750 بوصة) | 1.52 مـم (0.060 بوصة) | واسعة2                                                   |                                                                                              | ناعمة       | أبراهام لينكون          | قمح                                              | 1909–1958                              |           | سنت القمح، بنس القمح، ويتي       |
| 1 ¢                                                                                              | 1947–1982 3.11 غ (48.0 gr)                           | نحاس 95% tin/زنك 5%                            | 19.05 مـم (0.750 بوصة) | 1.52 مـم (0.060 بوصة) |                                                          | نصب لنكولن التذكاري                                                                          | ناعمة       | أبراهام لينكون          | 1959–2008                                        | واسعة                                  | سنت، بنس  |                                  |
| 1 ¢                                                                                              | 1982–الآن 2.50 g (38 gr)                             | اللب: زنك 97.5% الطلاء: نحاس 2.5%1             | 19.05 مـم (0.750 بوصة) | 1.52 مـم (0.060 بوصة) |                                                          | نصب لنكولن التذكاري                                                                          | ناعمة       | أبراهام لينكون          | 1959–2008                                        | واسعة                                  | سنت، بنس  |                                  |
| 1 ¢                                                                                              | 1982–الآن 2.50 g (38 gr)                             | اللب: زنك 97.5% الطلاء: نحاس 2.5%1             | 19.05 مـم (0.750 بوصة) | 1.52 مـم (0.060 بوصة) | انظر مقال: سنت إبراهام لينكولن في المئوية الثانية (2009) | تصاميم المئوية الثانية للينكولن                                                              | ناعمة       | أبراهام لينكون          | 2009                                             | واسعة                                  | سنت، بنس  |                                  |
| 1 ¢                                                                                              | 1982–الآن 2.50 g (38 gr)                             | اللب: زنك 97.5% الطلاء: نحاس 2.5%1             | 19.05 مـم (0.750 بوصة) | 1.52 مـم (0.060 بوصة) |                                                          | درع الاتحاد                                                                                  | ناعمة       | أبراهام لينكون          | 2010–الآن                                        | واسعة                                  | سنت، بنس  |                                  |
| 5 ¢                                                                                              |                                                      |                                                | 21.21 مـم (0.835 بوصة) | 1.95 مـم (0.077 بوصة) | 5.000 غ (77.16 gr)                                       | نحاس 75% نيكل 25%3                                                                           | ناعمة       | توماس جفرسون (بروفايل)  | مونتيسيلو                                        | 1938–2003                              | واسعة     | نيكل                             |
| 5 ¢                                                                                              |                                                      | انظر مقال: نيكل رحلة الغرب التذكاري            | 21.21 مـم (0.835 بوصة) | 1.95 مـم (0.077 بوصة) | 5.000 غ (77.16 gr)                                       | نحاس 75% نيكل 25%3                                                                           | ناعمة       | تصاميم ذكرى لويس وكلارك | تصاميم ذكرى لويس وكلارك                          | 2004–2005                              | واسعة     | نيكل                             |
| 5 ¢                                                                                              | ملف:US Nickel Obverse.jpeg                           |                                                | 21.21 مـم (0.835 بوصة) | 1.95 مـم (0.077 بوصة) | 5.000 غ (77.16 gr)                                       | نحاس 75% نيكل 25%3                                                                           | ناعمة       | توماس جفرسون (بورتريه)  | مونتيسيلو                                        | 2006–الآن                              | واسعة     | نيكل                             |
| 10 ¢                                                                                             |                                                      |                                                | 17.91 مـم (0.705 بوصة) | 1.35 مـم (0.053 بوصة) | 2.268 غ (35.00 gr)                                       | اللب: نحاس 100% الطلاء: نحاس 75% نيكل 25% الإجمالي: نحاس 91.67% نيكل 8.33%4                  | 118 نتوء    | فرانكلين روزفلت         | شعلة، غصن بلوط، غصن زيتون                        | 1946–الآن                              | واسعة     | دايم                             |
| 25 ¢                                                                                             |                                                      |                                                | 24.26 مـم (0.955 بوصة) | 1.75 مـم (0.069 بوصة) | 5.670 غ (87.50 gr)                                       | اللب: نحاس 100% الطلاء: نحاس 75% نيكل 25% الإجمالي: نحاس 91.67% نيكل 8.33%4                  | 119 نتوء    | جورج واشنطن             | عقاب رخماء                                       | 1932–1974, 1977–19985                  | واسعة     | ربع، ربع دولار                   |
| 25 ¢                                                                                             |                                                      | المئوية الثانية لتكوين الولايات المتحدة        | 24.26 مـم (0.955 بوصة) | 1.75 مـم (0.069 بوصة) | 5.670 غ (87.50 gr)                                       | اللب: نحاس 100% الطلاء: نحاس 75% نيكل 25% الإجمالي: نحاس 91.67% نيكل 8.33%4                  | 119 نتوء    | جورج واشنطن             | (1975) 19765                                     |                                        | واسعة     | ربع، ربع دولار                   |
| 25 ¢                                                                                             |                                                      | واشنطن يعبر نهر ديلاوير                        | 24.26 مـم (0.955 بوصة) | 1.75 مـم (0.069 بوصة) | 5.670 غ (87.50 gr)                                       | اللب: نحاس 100% الطلاء: نحاس 75% نيكل 25% الإجمالي: نحاس 91.67% نيكل 8.33%4                  | 119 نتوء    | جورج واشنطن             | 2021                                             |                                        | واسعة     | ربع، ربع دولار                   |
| 25 ¢                                                                                             |                                                      | انظر مقال: أرباع الولايات الخمسين              | 24.26 مـم (0.955 بوصة) | 1.75 مـم (0.069 بوصة) | 5.670 غ (87.50 gr)                                       | اللب: نحاس 100% الطلاء: نحاس 75% نيكل 25% الإجمالي: نحاس 91.67% نيكل 8.33%4                  | 119 نتوء    | جورج واشنطن             | سلسلة أرباع الولايات                             | 1999–2008                              | واسعة     | ربع، ربع دولار                   |
| 25 ¢                                                                                             | انظر مقال: أرباع واشنطن العاصمة والأقاليم الأمريكية ‏ | أرباع واشنطن العاصمة والإقليم                  | 24.26 مـم (0.955 بوصة) | 1.75 مـم (0.069 بوصة) | 5.670 غ (87.50 gr)                                       | اللب: نحاس 100% الطلاء: نحاس 75% نيكل 25% الإجمالي: نحاس 91.67% نيكل 8.33%4                  | 119 نتوء    | جورج واشنطن             | 2009                                             |                                        | واسعة     | ربع، ربع دولار                   |
| 25 ¢                                                                                             |                                                      | انظر مقال: أرباع أميركا الجميلة                | 24.26 مـم (0.955 بوصة) | 1.75 مـم (0.069 بوصة) | 5.670 غ (87.50 gr)                                       | اللب: نحاس 100% الطلاء: نحاس 75% نيكل 25% الإجمالي: نحاس 91.67% نيكل 8.33%4                  | 119 نتوء    | جورج واشنطن             | أرباع أمريكا الجميلة                             | 2010–2021                              | واسعة     | ربع، ربع دولار                   |
| 25 ¢                                                                                             | ملف:2022 Washington quarter obverse.jpeg             | انظر مقال: أرباع النساء الأمريكيات             | 24.26 مـم (0.955 بوصة) | 1.75 مـم (0.069 بوصة) | 5.670 غ (87.50 gr)                                       | اللب: نحاس 100% الطلاء: نحاس 75% نيكل 25% الإجمالي: نحاس 91.67% نيكل 8.33%4                  | 119 نتوء    | جورج واشنطن             | أرباع المرأة الأمريكية                           | 2022–2025                              | واسعة     | ربع، ربع دولار                   |
| 50 ¢                                                                                             |                                                      |                                                | 30.61 مـم (1.205 بوصة) | 2.15 مـم (0.085 بوصة) | 11.34 غ (175.0 gr)                                       | اللب: نحاس 100% الطلاء: نحاس 75% نيكل 25% الإجمالي: نحاس 91.67% نيكل 8.33%4                  | 150 نتوء    | جون كينيدي              | ختم رئيس الولايات المتحدة محاط بـ 50 نجمًا        | 1964–1974, 1977–الآن5                  | محدود6    | نصف، نصف دولار، قطعة 50 سنت      |
| 50 ¢                                                                                             |                                                      | قاعة الاستقلال                                 | 30.61 مـم (1.205 بوصة) | 2.15 مـم (0.085 بوصة) | 11.34 غ (175.0 gr)                                       | اللب: نحاس 100% الطلاء: نحاس 75% نيكل 25% الإجمالي: نحاس 91.67% نيكل 8.33%4                  | 150 نتوء    | جون كينيدي              | (1975) 19765                                     |                                        | محدود6    | نصف، نصف دولار، قطعة 50 سنت      |
| 1 $                                                                                              |                                                      |                                                | 38.1 مـم (1.500 بوصة)  | 2.58 مـم (0.102 بوصة) | 22.68 g (0.8 oz) (350 gr)                                | اللب: نحاس 100% الطلاء: نحاس 75% نيكل 25% الإجمالي: نحاس 91.67% نيكل 8.33%4                  | نتوءة       | دوايت أيزنهاور          | شعار مهمة أبولو 11                               | 1971–1974, 1977–1978                   | محدود     | دولار كبير، دولار آيك، دولار فضي |
| 1 $                                                                                              |                                                      | جرس الحرية فوق القمر                           | 38.1 مـم (1.500 بوصة)  | 2.58 مـم (0.102 بوصة) | 22.68 g (0.8 oz) (350 gr)                                | اللب: نحاس 100% الطلاء: نحاس 75% نيكل 25% الإجمالي: نحاس 91.67% نيكل 8.33%4                  | نتوءة       | دوايت أيزنهاور          | 1975–1976                                        |                                        | محدود     | دولار كبير، دولار آيك، دولار فضي |
| 1 $                                                                                              |                                                      |                                                | 26.50 مـم (1.043 بوصة) | 2.00 مـم (0.079 بوصة) | 8.10 g (125 gr)                                          |                                                                                              | نتوءة       | سوزان أنتوني            | شعار مهمة أبولو 11                               | 1979–1981, 19998                       | محدود     | SBA، سوزي ب، أنتوني، دولار فضي   |
| 1 $                                                                                              | ملف:Sacagawea dollar obverse.png                     |                                                | 26.49 مـم (1.043 بوصة) | 2.00 مـم (0.079 بوصة) | 8.10 g (125 gr)                                          | اللب: 100% Cu الطلاء: 77% Cu, 12% Zn, 7% Mn, 4% Ni الإجمالي: 88.5% Cu, 6% Zn, 3.5% Mn, 2% Ni | ناعمة       | ساكاجاويا               | نسر في الطيران                                   | 2000–2008                              | محدود7    | دولار، دولار ذهبي، Sacagawea     |
| 1 $                                                                                              | ملف:Sacagawea dollar obverse.png                     | انظر مقال: التصميم الأمريكي الأصلي (2009–الآن) | 26.49 مـم (1.043 بوصة) | 2.00 مـم (0.079 بوصة) | 8.10 g (125 gr)                                          | اللب: 100% Cu الطلاء: 77% Cu, 12% Zn, 7% Mn, 4% Ni الإجمالي: 88.5% Cu, 6% Zn, 3.5% Mn, 2% Ni | نقوش مطموسة | ساكاجاويا               | موضوعات الأمريكيين الأصليين                      | 2009–الآن (بعد 2012 ليس للتداول)       | محدود7    | دولار، دولار ذهبي، Sacagawea     |
| 1 $                                                                                              | انظر مقال: عملات الدولار الرئاسية7                   |                                                | 26.49 مـم (1.043 بوصة) | 2.00 مـم (0.079 بوصة) | 8.10 g (125 gr)                                          | اللب: 100% Cu الطلاء: 77% Cu, 12% Zn, 7% Mn, 4% Ni الإجمالي: 88.5% Cu, 6% Zn, 3.5% Mn, 2% Ni | نقوش مطموسة | كل رئيس متوفى           | تمثال الحرية                                     | 2007–2016, 2020 (بعد 2012 ليس للتداول) | محدود7    | دولار، دولار ذهبي                |
| 1 $                                                                                              |                                                      | انظر مقال: دولارات الابتكار الأمريكي9          | 26.49 مـم (1.043 بوصة) | 2.00 مـم (0.079 بوصة) | 8.10 g (125 gr)                                          | اللب: 100% Cu الطلاء: 77% Cu, 12% Zn, 7% Mn, 4% Ni الإجمالي: 88.5% Cu, 6% Zn, 3.5% Mn, 2% Ni | نقوش مطموسة | تمثال الحرية10          | تصاميم متنوعة، تكريم ابتكار أو مبتكر من كل ولاية | 2018–2032 (غير متداولة حاليًا)          | محدود7    | دولار، دولار ذهبي                |
| هذه الصور هي بمقياس 2.5 بكسل لكل ملليمتر. For table standards, see the coin specification table. |                                                      |                                                |                        |                       |                                                          |                                                                                              |             |                         |                                                  |                                        |           |                                  |

### عملات السبائك
تُنتج عملات السبائك غير المتداولة سنويًا منذ عام 1986. وتُستخدم في الذهب، الفضة والبلاتين (منذ عام 1997) والبلاديوم (منذ عام 2017). تُعتبر القيمة الاسمية لهذه العملات قانونية كعملة إعارة، لكنها لا تعكس قيمة المعدن الثمين الذي تحتويه. في 11 مايو 2011، أصبحت ولاية يوتا أول ولاية تقبل هذه العملات كقيمة للمعدن الثمين في المعاملات العادية. ويُحدد أمين خزانة ولاية يوتا قيمة عددية لهذه العملات أسبوعيًا بناءً على أسعار المعدن الفورية. وتشمل أنواع عملات السبائك "S" (سان فرانسيسكو، 1986–1992)، "P" (فيلادلفيا، 1993 – 2000)، و"W" (ويست بوينت، نيويورك، 2001 حتى الآن).
| المعدن                                                                                           | النوع                                      | القيمة الاسمية | الصور                                         | الصور                                         | المواصفات | المواصفات            | المواصفات           | المواصفات       |
| المعدن                                                                                           | النوع                                      | القيمة الاسمية | الوجه الأمامي                                 | الوجه الخلفي                                  | القطر     | النقاء               | المحتوى             | التواريخ        |
| ------------------------------------------------------------------------------------------------ | ------------------------------------------ | -------------- | --------------------------------------------- | --------------------------------------------- | --------- | -------------------- | ------------------- | --------------- |
| الفضة                                                                                            | عملات أمريكا الجميلة الفضية                | 25¢            | انظر المقال: عملات أمريكا الجميلة             | انظر المقال: عملات أمريكا الجميلة             | 76.2 مم   | 999 نقي              | 5.00 ozt (155.52 غ) | 2010–2021       |
| الفضة                                                                                            | النسر الفضي الأمريكي                       | $1             |                                               |                                               | 40.6 مم   | 999 نقي              | 1.00 ozt (31.10 غ)  | 1986–2021       |
| الفضة                                                                                            | النسر الفضي الأمريكي                       | $1             | 2021 – حتى الآن                               |                                               | 40.6 مم   | 999 نقي              | 1.00 ozt (31.10 غ)  |                 |
| الذهب                                                                                            | النسر الذهبي الأمريكي                      | $5             |                                               |                                               | 16.5 مم   | 916 نقي (22 قيراط)   | 0.10 ozt (3.11 غ)   | 1986–2021       |
| الذهب                                                                                            | النسر الذهبي الأمريكي                      | $5             | 2021 – حتى الآن                               |                                               | 16.5 مم   | 916 نقي (22 قيراط)   | 0.10 ozt (3.11 غ)   |                 |
| الذهب                                                                                            | النسر الذهبي الأمريكي                      | $10            |                                               |                                               | 22.0 مم   | 916 نقي (22 قيراط)   | 0.25 ozt (7.78 غ)   | 1986–2021       |
| الذهب                                                                                            | النسر الذهبي الأمريكي                      | $10            | 2021 – حتى الآن                               |                                               | 22.0 مم   | 916 نقي (22 قيراط)   | 0.25 ozt (7.78 غ)   |                 |
| الذهب                                                                                            | النسر الذهبي الأمريكي                      | $25            |                                               |                                               | 27.0 مم   | 916 نقي (22 قيراط)   | 0.50 ozt (15.55 غ)  | 1986–2021       |
| الذهب                                                                                            | النسر الذهبي الأمريكي                      | $25            | 2021 – حتى الآن                               |                                               | 27.0 مم   | 916 نقي (22 قيراط)   | 0.50 ozt (15.55 غ)  |                 |
| الذهب                                                                                            | النسر الذهبي الأمريكي                      | $50            |                                               |                                               | 32.7 مم   | 916 نقي (22 قيراط)   | 1.00 ozt (31.10 غ)  | 1986–2021       |
| الذهب                                                                                            | النسر الذهبي الأمريكي                      | $50            | 2021 – حتى الآن                               |                                               | 32.7 مم   | 916 نقي (22 قيراط)   | 1.00 ozt (31.10 غ)  |                 |
| الذهب                                                                                            | جاموس أمريكي                               | $5             |                                               |                                               | 16.5 مم   | 999.9 نقي (24 قيراط) | 0.10 ozt (3.11 غ)   | 2008            |
| الذهب                                                                                            | جاموس أمريكي                               | $10            |                                               |                                               | 22.0 مم   | 999.9 نقي (24 قيراط) | 0.25 ozt (7.78 غ)   | 2008            |
| الذهب                                                                                            | جاموس أمريكي                               | $25            |                                               |                                               | 27.0 مم   | 999.9 نقي (24 قيراط) | 0.50 ozt (15.55 غ)  | 2008            |
| الذهب                                                                                            | جاموس أمريكي                               | $50            |                                               |                                               | 32.7 مم   | 999.9 نقي (24 قيراط) | 1.00 ozt (31.10 غ)  | 2006 – حتى الآن |
| الذهب                                                                                            | عملة الحرية الذهبية عالية البروز الأمريكية | $100           | انظر المقال: عملة الحرية الذهبية عالية البروز | انظر المقال: عملة الحرية الذهبية عالية البروز | 30.61 مم  | 999.9 نقي (24 قيراط) | 1.00 ozt (31.10 غ)  | 2015 – حتى الآن |
| البلاتين                                                                                         | النسر البلاتيني الأمريكي                   | $10            |                                               |                                               | 16.5 مم   | 999.5 نقي            | 0.10 ozt (3.11 غ)   | 1997–2008       |
| البلاتين                                                                                         | النسر البلاتيني الأمريكي                   | $25            |                                               |                                               | 22.0 مم   | 999.5 نقي            | 0.25 ozt (7.78 غ)   | 1997–2008       |
| البلاتين                                                                                         | النسر البلاتيني الأمريكي                   | $50            |                                               |                                               | 27.0 مم   | 999.5 نقي            | 0.50 ozt (15.55 غ)  | 1997–2008       |
| البلاتين                                                                                         | النسر البلاتيني الأمريكي                   | $100           |                                               |                                               | 32.7 مم   | 999.5 نقي            | 1.00 ozt (31.10 غ)  | 1997 – حتى الآن |
| البلاديوم                                                                                        | النسر البلاديومي الأمريكي                  | $25            |                                               |                                               | 32.7 مم   | 999.5 نقي            | 1.00 ozt (31.10 غ)  | 2017 – حتى الآن |
| هذه الصور هي بمقياس 2.5 بكسل لكل ملليمتر. For table standards, see the coin specification table. |                                            |                |                                               |                                               |           |                      |                     |                 |

### العملات التذكارية
سُكت العملات التذكارية الحديثة منذ عام 1982. تتوفر القائمة هنا.
| النوع                    | الوزن الكلي | القطر                  | التركيب                  | القيمة الاسمية | محتوى المعدن الثمين                     |
| ------------------------ | ----------- | ---------------------- | ------------------------ | -------------- | --------------------------------------- |
| نصف دولار                | 11.34 غرام  | 30.61 مـم (1.205 بوصة) | Cu 92%، Ni 8%            | 50¢            | لا يوجد                                 |
| نصف دولار                | 12.50 غرام  | 30.61 مـم (1.205 بوصة) | Ag 90%، Cu 10%           | 50¢            | فضة 10.25374 غرام (~0.36169 أونصة تروي) |
| دولار                    | 26.73 غرام  | 38.1 مـم (1.500 بوصة)  | Ag 90%، Cu 10%           | $1             | فضة 24.057 غرام (~0.773 أونصة تروي)     |
| دولار                    | 26.73 غرام  | 38.1 مـم (1.500 بوصة)  | Ag 99.9%                 | $1             | فضة                                     |
| نصف نسر                  | 8.539 غرام  | 21.59 مـم (0.850 بوصة) | Au 90%، Ag 6%، Cu 4%     | $5             | ذهب 7.523 غرام (~0.2418 أونصة تروي)     |
| نسر                      | 16.718 غرام | 26.92 مـم (1.060 بوصة) | Au 90%، Ag 6%، Cu 4%     | $10            | ذهب 15.05 غرام (~0.484 أونصة تروي)      |
| نسر ثنائي المعدن         | 16.259 غرام | 26.92 مـم (1.060 بوصة) | Au 48%، Pt 48%، سبيكة 4% | $10            | ذهب، بلاتين                             |
| ذهب برنامج الزوجة الأولى | 14.175 غرام | 26.49 مـم (1.043 بوصة) | Au 99.99%                | $10            | ذهب 14.175 غرام (~0.456 أونصة تروي)     |

## علامات دار السك
قائمة فروع دار سك العملة الأمريكية الحالية، الماضية وعلامات السك الموجودة على عملاتها المعدنية:
| در السك       | علامة دار السك | المعدن المسكوك                    | سنة التأسيس | الحالة الحالية                                    |
| ------------- | -------------- | --------------------------------- | ----------- | ------------------------------------------------- |
| دنفر          | د              | جميع المعادن                      | 1906        | المنشأة مفتوحة                                    |
| فيلادلفيا     | P أو لا شيء    | جميع المعادن                      | 1792        | المنشأة مفتوحة                                    |
| سان فرانسيسكو | س              | جميع المعادن                      | 1854        | المنشأة مفتوحة (تنتج بشكل أساسي دليلاً)            |
| ويست بوينت    | مع أو لا شيء   | الذهب والفضة والبلاتين والبلاديوم | 1973        | المنشأة مفتوحة (تنتج السبائك بشكل أساسي)          |
| كارسون سيتي   | نسخة           | الذهب والفضة                      | 1870        | أُغلقت المنشأة، 1893                               |
| شارلوت        | ج              | الذهب فقط                         | 1838        | أُغلقت المنشأة عام 1861                            |
| دالونيجا      | د              | الذهب فقط                         | 1838        | أغلقت المنشأة عام 1861                            |
| مانيلا        | م أو لا شيء    | جميع المعادن                      | 1920        | أُغلق المرفق عام 1922؛ وأُعيد افتتاحه عام 1925-1941 |
| نيو أورليانز  | ا              | الذهب والفضة                      | 1838        | أُغلق المرفق عام 1861؛ وأُعيد افتتاحه عام 1879-1909 |

## العملات القديمة والملغاة
- نصف سنت: سنت، 1793–1857
- سنت مركزي فضي: 1 سنت، 1792 (غير متداول)
- سنت كبير: 1 سنت، 1793–1857
- سنت حلقيّ: 1 سنت، 1850-1851، 1853، 1884-1885 (غير متداول)
- مليار سنت: 2 سنت، 1836 (غير متداول)
- برونز سنتين: 2 سنت، 1863–1873
- برونزية ثلاثة سنتات: 3 سنتات، 1863 (غير متداولة)
- عملة النيكل فئة ثلاثة سنتات: 3 سنتات، 1865-1889
- تريم ( فضة ثلاثة سنتات ): 3 سنتات، 1851–1873
- نصف عشرة سنتات: 5 سنتات، 1792–1873
- قطعة نقدية من فئة عشرين سنتًا: 20 سنتًا، 1875-1878
- الدولار الفضي: 1.00 دولار، 1878-1904 ، 1921-1928، 1934-1935
- الدولار الذهبي: 1.00 دولار، 1849–1889 (تم سك بعض العملات التذكارية المبكرة بهذه الفئة)
- ربع نسر: 2.50 دولار، 1792–1929 (سُكت بعض العملات التذكارية المبكرة بهذه الفئة)
- قطعة نقدية بقيمة ثلاثة دولارات: 3.00 دولار، 1854-1889
- ستيلا: 4.00 دولار، 1879-1880 (غير متداولة)
- نصف نسر: 5.00 دولار، 1795–1929 (سُكت بعض العملات التذكارية الحديثة بهذه الفئة)
- النسر: 10.00 دولار، 1795–1933 (تُسك بعض العملات التذكارية الحديثة بهذه الفئة)
- النسر المزدوج: 20.00 دولارًا، 1849-1933
- نصف الاتحاد: 50.00 دولارًا، 1877 (غير متداولة، تُسك بعض العملات التذكارية المبكرة بهذه الفئة)
- الاتحاد: 100.00 دولار (مخطط له ولكن لم يُسك، تُسك بعض العملات التذكارية الحديثة بهذه الفئة)

يمكن العثور على القانون الذي يحكم العملات المعدنية، العملات القديمة والمهترئة، بما في ذلك الأنواع التي لم تعد قيد الإنتاج (على سبيل المثال سنتات هندية)، في العنوان 31 من كود الولايات المتحدة المادة 5120.
ملاحظة: من المفاهيم الخاطئة الشائعة أن تسمية العملات الذهبية الأمريكية القائمة على "النسر" كانت مجرد مصطلحات عامية. أُطلقت هذه الأسماء تحديدًا على "النسر"، "نصف النسر" و"ربع النسر" في قانون سك العملات لعام 1792. وبالمثل، استُحدث النسر المزدوج تحديدًا بهذا الاسم ("قانون إجازة سك الدولارات الذهبية والنسور المزدوجة"، العنوان والقسم 1، 3مارس 1849).

## عملات الميل
على الرغم من أن مصطلح ميل (المعروف أيضًا باسم mil أو mille) عُرف في القرن 18 على أنه لم تُسك أي عملة أصغر من 0.5 سنت رسميًا في الولايات المتحدة ومع ذلك، انتجت عملات الميل غير الرسمية، تُسمى أيضًا "عملات السنت العاشر" أو "عملات مساعدة الضرائب"، المصنوعة من مواد متنوعة - البلاستيك، الخشب والقصدير وغيرها - في وقت متأخر من ستينيات القرن العشرين من قِبل بعض الولايات، المناطق والشركات الخاصة لدفع الضرائب وتوفير التغيير للمشتريات الصغيرة.

## الحماية القانونية
يُعدّتعديل أو تخفيف العملات المعدنية الأمريكية لأغراض الاحتيال أمرًا غير قانوني. ويُعتبر صهر العملات المعدنية لاستخدام المعادن المكونة لها قانونيًا بشكل عام، إلا أن وزارة الخزانة حظرت أحيانًا الصهر والتصدير بكميات كبيرة عندما تتجاوز قيمة المعدن القيمة الاسمية للعملة. حدث هذا من عام 1967 إلى عام 1969 للعملات الفضية، ومن عام 1974 إلى عام 1978 للبنسات، ومنذ عام 2006 للبنسات والنيكل. يُعتبر استخدام مكابس العملات المعدنية الطويلة قانونيًا لأنه لا يُستخدم لأغراض الاحتيال.